# Рожков, Юрий Владимирович
Юрий Владимирович Рожков (12 ноября 1970 года, Москва, СССР — 21 августа 2016 года, Москва, Россия) — российский шеф-повар, бизнесмен, телеведущий.

## Биография
Увлекался радиоэлектроникой. Но на экзаменах в Московский радиотехнический институт провалился и выбрал специальность повара в СПТУ № 19.
Профессиональная карьера началась после службы в армии, в 1990 году, Рожков работал помощником повара в отеле «Pullman». Через два года Юрий перешел на должность повара в ресторан «Palace Hotel», где в 1995 г. стал шеф-поваром.
Проходил обучение в кулинарных институтах Франции и США, стажировался в ресторанах Швеции и Англии (знаменитая сеть ресторанов Гордона Рамзи).
В 1996 году Рожкову было присвоено звание рыцаря-шевалье французской гастрономии; в этом же году он был третьим на конкурсе су-шефов, а в 2000 выиграл конкурс «Праздничное меню».
На чемпионатах России по кулинарии Рожков был первым в 2000 году и третьим в 2001.
С 2003 по 2015 годы Юрий занимал должность шефа  Vogue cafe. В 2010—2014 годах — ведущий программы «Спросите повара» на канале «Домашний» (вместе с Константином Ивлевым).
В 2010 году при Федерации профессиональных поваров и кондитеров России открылась кулинарная школа «Ask the chef» под руководством Константина Ивлева и Юрия Рожкова.
Автор книги «Юрий Рожков. То, что я люблю».
Являлся болельщиком ФК «Динамо» Москва.
Ушёл из жизни 21 августа 2016 года предположительно от инфаркта.
Был женат, осталась дочь.